# Eisenbahnunfall vom Drachenfels
Bei dem Eisenbahnunfall vom Drachenfels am 14. September 1958 entgleiste ein Zug der Drachenfelsbahn wegen überhöhter Geschwindigkeit. Hierbei starben 17 Fahrgäste und viele weitere erlitten Verletzungen.

## Ausgangslage
Der Zug der letzten Talfahrt an diesem Tag fuhr um 18:45 Uhr. Etwa 160 Fahrgäste befanden sich im Zug, obwohl vorschriftsgemäß nur 135 hätten mitfahren dürfen. Die Zahnradbahn bestand aus der wie immer talwärts laufenden Dampflokomotive 3" und drei Wagen (Nr. 2, 3 und 4), die nur über große Mittelpuffer durch die Schwerkraft untereinander und mit der Lokomotive verbunden, also nicht gekuppelt waren.

## Unfallhergang
Wegen einer Nachlässigkeit der Bedienungsmannschaft war der Kesseldruck von 13 auf 6 Bar abgesunken. Infolge des geringen Drucks erzeugte auch die Riggenbach-Gegendruckbremse nur eine dem Kesseldruck entsprechende verminderte Bremsleistung. Dadurch wurde der Zug trotz Einstellung der vollen Bremsleistung sofort nach der Abfahrt aus der Bergstation spürbar zu schnell. Das Lokpersonal zog daraufhin die Handbremse an. Währenddessen baute sich durch ihr selbstständiges Aufpumpen in der Riggenbach-Gegendruckbremse der volle Druck auf. Die Wirkung der Handbremse setzte so gleichzeitig mit der vollen Wirkung der selbstverstärkten Riggenbach-Bremse ein, wodurch auf die beiden Zahnräder schlagartig eine Bremskraft von 27 t wirkte. Zulässig war höchstens eine Bremskraft von 18 t. Die beiden Zahnräder wurden dadurch aus der Zahnstange gedrückt, schleiften auf dem Holm der Leiterzahnstange und konnten so die Bremskraft nicht mehr übertragen. Die Lokomotive erreichte eine (vom Gutachter später geschätzte) Endgeschwindigkeit von 40 bis 50 km/h statt der zulässigen 10 km/h. Sie entgleiste in einer leichten Kurve mitsamt dem ersten Wagen und kippte um. Der erste Wagen wurde völlig zerstört. Der zweite Wagen wurde vom Schaffner mit der Handbremse verlangsamt, fuhr aber immer noch mit erheblicher Wucht in die Trümmer des ersten Wagens. Lediglich im dritten Wagen gelang es dem dortigen Schaffner ausreichend zu bremsen.
Die Ursache des Unfalls lag zunächst in einem konstruktiven Mangel der Lokomotive, durch den bei gleichzeitiger Wirkung beider Bremsen ein Aussteigen aus der Zahnstange möglich war. Zum anderen bestand die Ursache im Betreiben des Lokomotivkessels mit einem unzulässig niedrigen Druck und einer unüberlegten Handlung des Lok-Personals beim Ausbleiben der Bremswirkung. Ein Blick auf ein entsprechendes Manometer hätte den Anstieg des Drucks in der Riggenbach-Gegendruckbremse gezeigt.

## Folgen
Als Folge des Unfalls starben 17 Fahrgäste, darüber hinaus wurden 112 Passagiere verletzt. Der Lokomotivführer sprang ab und überlebte, der Heizer kam ums Leben. Wegen des Unfalls wurde der öffentliche Dampfbetrieb auf der Drachenfelsbahn eingestellt.